# 共乐镇
共乐镇，是中华人民共和国四川省宜宾市兴文县下辖的一个乡镇级行政单位。

## 行政区划
共乐镇下辖以下地区：
东阳湖社区、莲花村、共乐村、东兴寺村、自由村、大沙坝村、西兴寺村、福寿村、拖船村、东方红村、鹤盘山村、八角村、冷水桠村、毛村、双河村和新阳村。